# Dog-cart
El dog-cart es un carruaje de caza que tiene, debajo de la caja, hueco suficiente para alojar cómodamente a los perros o a las piezas cobradas. La sección inferior de la caja es un trapecio isósceles de base ancha, y va cerrada por los costados con persianas en lugar de tablero, para que la perrera resulte bien ventilada.
El dog-cart es un vehículo de cuatro asientos. Si lleva capota (lo que pocas veces ocurre), cuando ésta está caída descansa sobre los asientos posteriores, que solo pueden utilizarse al levantarla. Como las condiciones de equilibrio son diferentes según que vayan ocupados los dos asientos o solo uno, tiene un tornillo para cambiar la posición de los mismos. Los del fondo van unidos al fondo por una corredera que lleva la caja y la une al juego de ruedas. Lleva un banquillo en la parte delantera para apoyar los pies y, detrás, un tablero que se baja, quedando suspendido de cadenas.
La caja se monta sobre dos muelles de eje, unidos estos a la caja por soportes de cuello de cisne; y las varas, por medio de muelles, tanto por delante como por detrás, o con articulación delantera y muelle en la trasera, o con un juego de cremallera para llevarlas a la altura conveniente. El tiro se hace por lanza o limonera.